# Мексикански скункс
Мексиканският скункс (Mephitis macroura както и Дългоопашат скункс, Качулат скункс) е вид бозайник от семейство Скунксови (Mephitidae).

## Разпространение и местообитание
Разпространен е в Гватемала, Мексико, Никарагуа, Салвадор, САЩ и Хондурас.